# Iris (nombre)
Iris es un nombre de mujer con origen en la mitología griega, particularmente en la diosa Iris.
Su santoral, según el calendario gregoriano, es el 4 de septiembre. 
Es bastante común en Estados Unidos y en Italia, y su popularidad va en aumento en España. De las menos de 30 mujeres registradas en ese país en la década de 1930, se ha pasado a 2.632 en la década de 2000, y el número va en aumento.

## Mujeres
Artistas y escritoras
- Iris Penche, cantante española.
- Iris Alonso, actriz argentina.
- Iris Adami Corradetti, cantante italiana.
- Iris Bombet Franco, escritora uruguaya.
- Iris Chacón, artista puertorriqueña.
- Iris Chang, escritora estadounidense.
- Iris Cochón, escritora italiana.
- Iris Láinez, actriz argentina.
- Iris Marga, actriz argentina.
- Iris Murdoch, escritora irlandesa.
- Iris Martorell, actriz argentina.
- Iris Zavala, escritora puertorriqueña.
- Iris Portillo, actriz argentina.
- Iris Pavón, escritora y activista argentina.
- Iris Rivera, escritora argentina.
- Iris Scaccheri, bailarina y coréografa argentina.
- Iris Stuart, actriz estadounidense.
- Iris Tree, artista inglesa.
- Iris Wagner, artista alemana.
- Iris Yamashita, escritora y guionista estadounidense.

Deportistas
- Iris Fuentes-Pila, atleta española.
- Iris Mora, futbolista mexicana.
- Iris Slappendel, ciclista holandesa.

Políticas
- Iris Varela, política venezolana.
- Iris Vianey Mendoza Mendoza, política mexicana.

Científicas
- Iris Sheila Collenette, botánica inglesa.
- Iris Edith Peralta, botánica argentina.

Personajes de ficción
- Iris de Mascagni, protagonista de la ópera Iris de Pietro Mascagni.
- Iris, personaje del videojuego Phoenix Wright.
- Iris West, personaje de historietas de la editorial DC Comics.
- Iris Zero
- Iris, personaje de Pokémon Blanco y Negro